# König (Bern)
Die Familie König (Roy, Koenig) ist eine ursprünglich aus Orbe stammende Berner Familie, die seit 1574 das Burgerrecht der Stadt Bern besitzt. Zweige der Familie gehören der Zunftgesellschaft zu Schmieden und der Zunftgesellschaft zu Metzgern an.

## Personen
- Samuel König, Pfarrer und Theologe
- Franz Niklaus König, Maler
- Johann Samuel König, Mathematiker
- Karl Gustav König, Jurist und Politiker
- Gustav König, Politiker, Nationalrat
- Wilhelm König (1834–1891), Literat und Journalist